# Curtis McClinton
Curtis Realious McClinton Jr. (Muskogee, 25 giugno 1939) è un ex giocatore di football americano statunitense che ha militato nel ruolo di running back nella American Football League (AFL).

## Carriera
McClinton fu scelto dai Dallas Texans nel corso del 14º giro (110º assoluto) del Draft AFL 1961 e nel 10º decimo giro (110º assoluto) del Draft NFL 1960 dai Los Angeles Rams. Optò per firmare con i Texans, i futuri Kansas City Chiefs, e divenne una delle prime stelle dell'American Football League. Corse 762 volte per 3.124 yard (sesto di tutti i tempi della franchigia) e 18 touchdown. Ricevette anche 154 passaggi per 1.945 yard e altri 14 touchdown. Fu convocato per tre All-Star Game nel 1962, 1966 e 1967. Nel 1962 fu premiato come rookie dell'anno della AFL e come miglior giocatore della squadra.
Con i Chiefs vinse tre campionato AFL e disputò due Super Bowl, incluso il vittorioso Super Bowl IV contro i Minnesota Vikings. Fu il primo giocatore della AFL Player a segnare un touchdown nel Super Bowl, ricevendo un passaggio da 7 yard nel secondo quarto del Super Bowl I. Nel Super Bowl IV invece giocò come tight end di riserva. Nel 1995 fu inserito nella Chiefs Hall of Fame. 

## Palmarès

### Franchigia
Super Bowl : 1
Kansas City Chiefs: IV
- Campionati AFL : 3

Dallas Texans: 1962
Kansas City Chiefs: 1966, 1969

### Individuale
- AFL All-Star: 3

1962, 1966, 1967
- Second-team All-AFL: 2

1962, 1965
- Rookie dell'anno della AFL
- Kansas City Chiefs Hall of Fame